# 马纳拉班 (佛罗里达州)
马纳拉班（英語：Manalapan），是美国佛罗里达州下属的一座城镇。建立于1931年。面积约 为6.3平方公里（约合2.4平方英里）。根据2010年美国人口普查，该市有人口406人。论人口在本州排行第 377。